# 宝坻盐使司
宝坻盐使司，金朝七大盐使司之一，于金章宗大定十三年（1173年），由榷盐司与永盐司合并而置，治所位于宝坻，统管中都路食盐产销，下设平州副使。